# West Wendover
West Wendover é uma cidade localizada no estado americano de Nevada, no condado de Elko.

## Geografia
De acordo com o United States Census Bureau, a cidade tem uma área de 19,4 km², onde todos os 19,4 km² estão cobertos por terra.

### Localidades na vizinhança
O diagrama seguinte representa as localidades num raio de 100 km ao redor de West Wendover.

## Demografia
Segundo o censo nacional de 2010, a sua população é de 4 410 habitantes e sua densidade populacional é de 227,6 hab/km². Possui 1504 residências, que resulta em uma densidade de 77,6 residências/km².